# Larry Fine
Pour les articles homonymes, voir Fine et Feinberg.
Larry Fine, de son vrai nom Louis Feinberg, est un acteur et scénariste américain né le 5 octobre 1902 à Philadelphie, Pennsylvanie (États-Unis), et mort le 24 janvier 1975 à Woodland Hills (Los Angeles).

## Biographie
Il fait partie de la troupe comique Les Trois Stooges, de 1925 à 1927, puis de 1928 à 1971.

## Filmographie

### Comme acteur

#### Cinéma
- 1930 : Soup to Nuts : Fireman
- 1933 : Nertsery Rhymes : Boys
- 1933 : Turn Back the Clock : Wedding Singer
- 1933 : Beer and Pretzels (en) de Jack Cummings : Larry
- 1933 : Hello Pop! : Larry
- 1933 : Danseuse étoile (Stage Mother) de Charles Brabin : Music Store Customer
- 1933 : Plane Nuts : Larry
- 1933 : Moi et le Baron (Meet the Baron) de Walter Lang : Janitor
- 1933 : Le Tourbillon de la danse : le pianiste
- 1933 : Myrt and Marge : Mullins' helper
- 1934 : Les Amants fugitifs (Fugitive Lovers), de Richard Boleslawski : First of Three Julians
- 1934 : Woman Haters (en) : Jim
- 1934 : The Big Idea : Healy's Stooge
- 1934 : Punch Drunks (en) de Lou Breslow : Larry
- 1934 : Men in Black : Dr Larry Fine
- 1934 : Le capitaine déteste la mer (The Captain Hates the Sea) : Orchestra
- 1934 : Three Little Pigskins : Larry
- 1935 : Horses' Collars (en) : Larry
- 1935 : Restless Knights (en) : Duke of Durham
- 1935 : Pop Goes the Easel (en) : Larry aka Crumette
- 1935 : Uncivil Warriors (en) : Operator 12 aka Lt. Duck
- 1935 : Pardon My Scotch (en) de Del Lord : Larry / McSniff
- 1935 : Hoi Polloi (en) : Larry
- 1935 : Three Little Beers (en) : Larry
- 1936 : Ants in the Pantry (en) : Larry
- 1936 : Movie Maniacs (en) : Larry
- 1936 : Half-Shot Shooters (en) : Larry
- 1936 : Disorder in the Court (en) : Larry Fine
- 1936 : A Pain in the Pullman (en) : Larry
- 1936 : False Alarms (en) : Larry
- 1936 : Whoops, I'm an Indian! (en) : Larry
- 1936 : Slippery Silks (en) : Larry
- 1937 : Grips, Grunts and Groans (en) : Larry
- 1937 : Dizzy Doctors (en) : Larry
- 1937 : 3 Dumb Clucks : Larry
- 1937 : Back to the Woods (en) : Larry
- 1937 : Goofs and Saddles (en) : Just Plain Bill
- 1937 : Cash and Carry (en) : Larry
- 1937 : Playing the Ponies (en) : Larry
- 1937 : The Sitter-Downers (en) : Larry
- 1938 : Wee Wee Monsieur (en) : Larry
- 1938 : Start Cheering : Stooge
- 1938 : Tassels in the Air (en) : Larry / Arrylay
- 1938 : Healthy, Wealthy and Dumb (en) : Larry
- 1938 : Violent Is the Word for Curly (en) : Larry
- 1938 : Three Missing Links (en) : Larry
- 1938 : Mutts to You (en) : Larry
- 1938 : Flat Foot Stooges (en) : Larry
- 1939 : Three Little Sew and Sews (en) : Larry (Commander Button)
- 1939 : We Want Our Mummy (en) : Larry / Sherlock Bones
- 1939 : A-Ducking They Did Go (en) : Larry
- 1939 : Yes, We Have No Bonanza (en) : Larry
- 1939 : Saved by the Belle (en) : Larry
- 1939 : Calling All Curs (en) : Dr Larry
- 1939 : Oily to Bed, Oily to Rise (en) : Larry
- 1939 : Three Sappy People (en) : Larry (Dr Zeller)
- 1940 : You Nazty Spy! (en) : Larry Pebble, Minister of Propanganda
- 1940 : Rockin' Thru the Rockies (en) : Larry
- 1940 : A Plumbing We Will Go (en) : Larry
- 1940 : Nutty But Nice (en) : Larry
- 1940 : How High Is Up? : Larry
- 1940 : From Nurse to Worse : Larry
- 1940 : No Census, No Feeling : Larry
- 1940 : Cookoo Cavaliers : Larry Hook
- 1940 : Boobs in Arms : Larry
- 1941 : So Long Mr. Chumps : Larry
- 1941 : Dutiful But Dumb : Larry Clack
- 1941 : All the World's a Stooge : Larry
- 1941 : Time Out for Rhythm : Stooge Larry
- 1941 : I'll Never Heil Again : Minister of Propaganda
- 1941 : An Ache in Every Stake : Larry
- 1941 : In the Sweet Pie and Pie : Larry
- 1941 : Some More of Samoa : Larry
- 1942 : Loco Boy Makes Good : Larry (Null)
- 1942 : What's the Matador : Larry
- 1942 : Cactus Makes Perfect : Larry
- 1942 : Matri-Phony : Larrycus
- 1942 : Three Smart Saps : Larry
- 1942 : Even as IOU de Del Lord : Larry
- 1942 : Ma sœur est capricieuse (My Sister Eileen) : Subway builder
- 1942 : Sock-a-Bye Baby : Larry
- 1943 : They Stooge to Conga : Larry
- 1943 : Dizzy Detectives : Larry
- 1943 : Spook Louder : Larry
- 1943 : Three Little Twirps : Larry
- 1943 : Higher Than a Kite : Larry
- 1943 : I Can Hardly Wait : Larry
- 1943 : Dizzy Pilots : Larry Wrong
- 1943 : Phony Express : Larry
- 1943 : A Gem of a Jam : Larry
- 1944 : Crash Goes the Hash : Larry
- 1944 : Busy Buddies : Larry
- 1944 : The Yoke's on Me : Larry
- 1944 : Idle Roomers (en) de William Goodrich : Larry
- 1944 : Gents Without Cents : Larry
- 1944 : No Dough Boys : Larry (Nacky)
- 1945 : Three Pests in a Mess : Larry
- 1945 : Rockin' in the Rockies : Larry (a vagrant)
- 1945 : Idiots Deluxe : Larry
- 1945 : If a Body Meets a Body : Larry Mink
- 1945 : Booby Dupes : Larry
- 1945 : Micro-Phonies : Larry / Senor Mucho
- 1946 : Beer Barrel Polecats : Larry
- 1946 : A Bird in the Head : Larry
- 1946 : Swing Parade of 1946 de Phil Karlson : Larry
- 1946 : Uncivil War Birds : Larry
- 1946 : The Three Troubledoers : Larry
- 1946 : Monkey Businessmen : Larry
- 1946 : Three Loan Wolves : Larry
- 1946 : G.I. Wanna Home : Larry
- 1946 : Rhythm and Weep : Larry
- 1946 : Three Little Pirates : Larry
- 1947 : Half-Wits Holiday : Larry
- 1947 : Fright Night : Larry
- 1947 : Out West : Larry
- 1947 : Hold That Lion : Larry
- 1947 : Brideless Groom : Larry
- 1947 : Sing a Song of Six Pants : Larry
- 1947 : All Gummed Up : Larry
- 1948 : Shivering Sherlocks : Larry Fine
- 1948 : Pardon My Clutch : Larry
- 1948 : Squareheads of the Round Table : Larry
- 1948 : The Hot Scots : McLarry
- 1948 : I'm a Monkey's Uncle : Larry
- 1948 : Crime on Their Hands : Larry
- 1949 : The Ghost Talks : Larry
- 1949 : Who Done It? : Larry
- 1949 : Hokus Pokus : Larry
- 1949 : Fuelin' Around : Larry
- 1949 : Vagabond Loafers : Larry
- 1949 : Jerks of All Trades (TV) : Larry
- 1949 : Dunked in the Deep : Larry
- 1950 : Punchy Cowpunchers : Larry
- 1950 : Hugs and Mugs : Larry
- 1950 : Dopey Dicks : Larry
- 1950 : Love at First Bite : Larry
- 1950 : Self Made Maids : Larry / Larraine
- 1950 : Studio Stoops : Larry
- 1950 : Slap Happy Sleuths : Larry
- 1950 : A Snitch in Time : Larry
- 1951 : Three Arabian Nuts : Larry
- 1951 : Baby Sitters' Jitters : Larry
- 1951 : Don't Throw That Knife : Larry
- 1951 : Scrambled Brains : Larry
- 1951 : Merry Mavericks : Larry
- 1951 : Gold Raiders : Larry
- 1951 : The Tooth Will Out : Larry
- 1951 : Pest Man Wins : Larry
- 1952 : A Missed Fortune : Larry
- 1952 : Corny Casanovas : Larry
- 1952 : He Cooked His Goose : Larry
- 1952 : Gents in a Jam : Larry
- 1952 : Three Dark Horses : Larry
- 1952 : Cuckoo on a Choo-Choo : Larry
- 1953 : Up in Daisy's Penthouse : Larry
- 1953 : Booty and the Beast : Larry
- 1953 : Loose Loot : Larry
- 1953 : Tricky Dicks : Larry
- 1953 : Pardon My Backfire : Larry
- 1953 : Rip, Sew and Stitch : Lary Pip
- 1953 : Bubble Trouble : Larry
- 1953 : Goof on the Roof : Larry
- 1954 : Income Tax Sappy : Larry
- 1954 : Musty Musketeers : Larryeth
- 1954 : Pals and Gals : Larry
- 1954 : Knutzy Knights : Larry
- 1954 : Shot in the Frontier : Larry
- 1954 : Scotched in Scotland : McLarry
- 1955 : Fling in the Ring : Larry
- 1955 : Of Cash and Hash : Larry
- 1955 : Bedlam in Paradise : Larry
- 1955 : Gypped in the Penthouse : Larry
- 1955 : Stone Age Romeos : Larry
- 1955 : Un drôle de toubib (Wham Bam Slam) : Larry
- 1955 : Hot Ice : Larry
- 1955 : Blunder Boys : Tarraday
- 1956 : Columbia Laff Hour : Larry
- 1956 : Husbands Beware : Larry
- 1956 : Creeps : Larry
- 1956 : Flagpole Jitters : Larry
- 1956 : Rumpus in the Harem : Larry
- 1956 : Hot Stuff : Larry (Operator #6 7 / 8)
- 1956 : Scheming Schemers : Larry
- 1956 : Commotion on the Ocean : Larry
- 1957 : Hoofs and Goofs : Larry
- 1957 : Muscle Up a Little Closer : Larry
- 1957 : Space Ship Sappy : Larry
- 1957 : Guns A-Poppin : Larry
- 1957 : Horsing Around : Larry
- 1957 : Rusty Romeos : Larry
- 1957 : Outer Space Jitters (en) de Jules White : Larry
- 1958 : Fifi Blows Her Top : Larry Fine
- 1958 : Pies and Guys : Larry
- 1958 : Sweet and Hot : Larry
- 1958 : Flying Saucer Daffy : Larry
- 1958 : Une fortune en liquide (Oil's Well That Ends Well) : Larry
- 1959 : Three Stooges Fun-O-Rama : Larry
- 1959 : Triple Crossed : Larry
- 1959 : Sappy Bullfighters : Larry
- 1959 : Objectif, Vénus (Have Rocket, Will Travel) : Larry
- 1961 : Snow White and the Three Stooges : Larry
- 1962 : Les Trois Stooges contre Hercule (The Three Stooges Meet Hercules) : Larry
- 1962 : The Three Stooges in Orbit : Larry
- 1963 : The Three Stooges Go Around the World in a Daze : Larry
- 1963 : The Three Stooges Scrapbook : Larry
- 1963 : Un monde fou, fou, fou, fou (It's a Mad Mad Mad Mad World) de Stanley Kramer : Fireman
- 1963 : Quatre du Texas (4 for Texas) : Painting deliveryman
- 1965 : Les Trois Stooges contre les hors-la-loi (The Outlaws Is Coming) : Larry
- 1970 : Kook's Tour : Larry

#### Télévision
- 1965 : The New 3 Stooges (série télévisée) : Larry